# DIP-BAP
「DIP-BAP」は、THE ORAL CIGARETTESの4枚目のシングルであり、2016年8月3日にA-Sketchから発売された。

## 概要
- 前作から1年1ヶ月ぶりシングル。

- 『DIP-BAP』のタイトルは「DIP(つける)」と「BAP(バッドプレイ)」を合わせた造語から来ている[1]。

- 初回限定盤DVDには2016年1月4日に行われたZepp Divercity Tokyoリベンジワンマン公演の模様を収録。

## チャート成績
- 2016年8月15日付のオリコン週間ランキングでは初動約1万2千枚を売り上げ、週間12位にランクインした[2]。

## 収録曲
全曲作詞・作曲：山中拓也、編曲：THE ORAL CIGARETTES
1. DIP-BAP [4:29]
  - TBS系「CDTV」2016年8・9月度オープニングテーマ。
2. CATCH ME [3:27]
  - iOS / Android向けゲーム「アカシックリコード」主題歌。[3]
3. S-LOW [5:46]

### 初回限定盤DVD収録内容
1. GET BACK
2. カンタンナコト
3. 机上の空論に意味を為す
4. エイミー
5. 狂乱 Hey Kids!!

## 収録アルバム
- UNOFFICIAL (#1)(#2)
- Before It's Too Late (#3)